# Periophthalmodon
Periophthalmodon är ett släkte av fiskar. Periophthalmodon ingår i familjen smörbultsfiskar.
Kladogram enligt Catalogue of Life:
| Periophthalmodon | \| \| Periophthalmodon freycineti \| \| \| \| \| \| Periophthalmodon schlosseri \| \| \| \| \| \| Periophthalmodon septemradiatus \| \| \| \| |
|                  | \| \| Periophthalmodon freycineti \| \| \| \| \| \| Periophthalmodon schlosseri \| \| \| \| \| \| Periophthalmodon septemradiatus \| \| \| \| |
|                  | Periophthalmodon freycineti |
|                  | |
|                  | Periophthalmodon schlosseri |
|                  | |
|                  | Periophthalmodon septemradiatus |
|                  | |